# Haplomunna japonica
Haplomunna japonica är en kräftdjursart som först beskrevs av Gamo 1983.  Haplomunna japonica ingår i släktet Haplomunna och familjen Haplomunnidae. Inga underarter finns listade i Catalogue of Life.